# Lepus granatensis solisi
Sous-espèce
Lepus granatensis solisi, communément appelé Lièvre de Majorque, est une sous-espèce du Lièvre ibérique endémique des iles de Majorque et d'Ibiza, en Espagne. Il est en danger critique d'extinction.

## Taxonomie
La sous-espèce Lepus granatensis solisi a été décrite en 1992 par Fernando Palacios Arribas (d) et José Fernández López (d).

## Publication originale
- (en) F. Palacios et J. Fernández, « A new subspecies of hare from Majorca (Balearic Islands) », Mammalia, De Gruyter, vol. 56, no 1,‎ 1992, p. 71-86 (ISSN 0025-1461 et 1864-1547, DOI 10.1515/MAMM.1992.56.1.71).